# Alphonse Antoine
Alphonse Antoine (Corny, 19 d'agost de 1915 — Metz, 11 de novembre de 1999) va ser un ciclista francès que fou professional entre 1935 i 1942 i 1946 i 1948. Durant la seva carrera professional destaca una victòria d'etapa al Tour de França de 1937.

## Palmarès
- 1935
  - 1r al GP de Lorena
  - Vencedor d'una etapa a la Volta a Luxemburg
- 1936
  - 1r a Mulhouse
  - 1r a la Nancy - Estrasburg
  - Vencedor d'una etapa a la Volta a Luxemburg
- 1937
  - 1r al GP de Lorena
  - Vencedor d'una etapa al Tour de França
- 1938
  - 1r al GP de Lorena
- 1939
  - 1r al GP de Metz
  - 1r al Tour del Doubs
- 1941
  - 1r al Tour de Corrèze

### Resultats al Tour de França
- 1936. 27è de la classificació general
- 1937. Abandona (15a etapa). Vencedor d'una etapa